# Артур Вінґ Пінеро
Артур Вінґ Пінеро (англ. Arthur Wing Pinero; 24 травня 1855, Лондон — 23 листопада 1934, Лондон) — англійський актор, драматург.
Пінеро народився в Лондоні в сім'ї єврейського адвоката Джона Пінеро. В юності Артур вивчав юриспруденцію, але захопився театром й був актором Theatre Royal в Единбурзі (1874) та в лондонському Lyceum Theatre.
Писати п'єси Пінеро почав в кінці 1870-х.

## П'єси
- Втеча Дейзі (Daisy's Escape, 1879)
- (Bygones, 1880)
- The Squire (1881)
- Суддя (The Magistrate, 1885)
- (The Schoolmistress, 1886)
- Денді Дік (Dandy Dick, 1887)
- (Sweet Lavender, 1888)
- Друга місім Текерей (The Second Mrs. Tanqueray, 1893)
- (The Notorious Mrs. Ebbsmith, 1895)
- (Trelawny of the Wells, 1898)
- (The Gay Lord Quex, 1899)
- Айріс (Iris, 1901)
- (Mid-Channel, 1909)
- (The Enchanted Cottage, 1923)